# Dąbrówka-Sowice
Dąbrówka-Sowice est une localité polonaise de la gmina et du powiat de Zgierz en voïvodie de Łódź.